# Église Saint-Paul-Sainte-Geneviève-du-Montfort d'Aubervilliers
L'église Saint-Paul-Sainte-Geneviève-du-Montfort est une église située rue du Buisson, à Aubervilliers, en France.

## Localisation
Son nom provient du lieu-dit Montfort situé entre Aubervilliers et La Courneuve, et urbanisé dans la première moitié du XXe siècle.
On retrouve ce nom dans celui du ru de Montfort, un ruisseau qui a aussi donné son nom à la digue du ru de Montfort.

## Histoire
L’église a été construite dans les années 30 dans le cadre de l'Œuvre des Chantiers du Cardinal.